# Mark Lowry

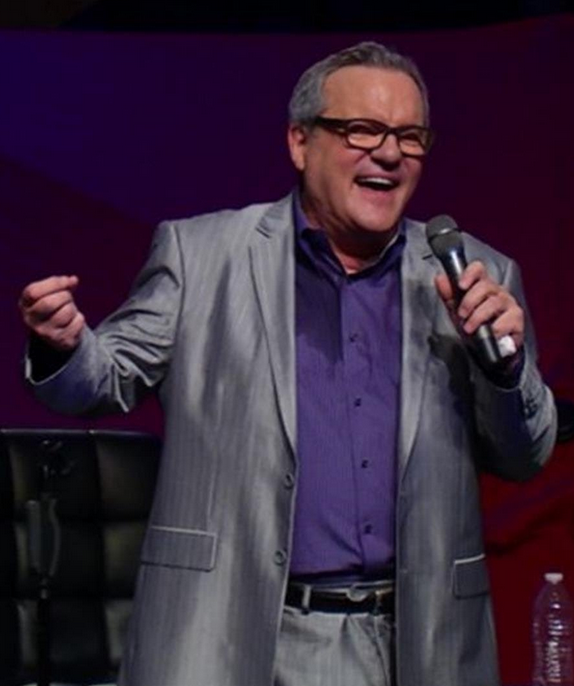
Mark Lowry im Jahr 2017

Mark Lowry (* 24. Juni 1958 in Houston, Texas) ist ein US-amerikanischer Sänger aus dem Bereich der Gospelmusik sowie Komiker und Songwriter. Das 1984 von ihm geschriebene Lied Mary, Did You Know?, zu dem Buddy Greene 1991 die Melodie verfasste und das erstmals von seinem Mitsänger bei der Gaither Vocal Band, Michael English, aufgenommen wurde, hat sich zu einem etablierten Weihnachtslied entwickelt, das von zahlreichen Künstlern gecovert wurde. Zu den bekanntesten Interpreten des Liedes gehören Kenny Rogers, Dolly Parton und Angelo Kelly & Family.

## Leben
Lowry trat als Kind häufig in lokalen Theateraufführungen seiner Heimatstadt Houston auf und schloss sich während seines Wirtschaftsstudiums an der Liberty University einer evangelistischen Theatergruppe an. Durch sein komödiantisches Talent zog er bei Auftritten meist die Aufmerksamkeit des Publikums auf sich, widmete sich schließlich ganz der Comedy und trat als komödiantenhaft singender Solokünstler auf.
Es war vor allem sein Humor, der ihm die Aufmerksamkeit von Bill Gaither einbrachte, der ihn 1988 einlud, als Nachfolger für den ausgeschiedenen Gary McSpadden als Bariton bei der von ihm gegründeten Gaither Vocal Band zu singen.
Nach 13-jähriger Zugehörigkeit trennte Lowry sich 2001 von der Gruppe, um sich verstärkt anderen Projekten zu widmen und kehrte 2009 gemeinsam mit den früheren Mitgliedern Michael English und David Phelps auf Wunsch des Bandgründers Bill Gaither in die Gruppe zurück, wodurch das ehemalige Quartett mit den verbliebenen Mitgliedern Bill Gaither und Wes Hampton zu einem Quintett umgestaltet wurde. In seiner zweiten Etappe mit der Gaither Vocal Band blieb Lowry bis 2014.

## Diskografie

### Alben
Folgende Musik- und Comedyalben brachte Mark Lowry heraus: 
- 1989: For The First Time on the Planet Earth
- 1991: This Is the Life
- 1992: The Last Word
- 1994: Mouth in Motion
- 1996: Remotely Controlled
- 1998: But Seriously
- 2001: Mark Lowry on Broadway
- 2003: Some Things Never Change
- 2004: Mary, Did You Know?
- 2005: Goes to Hollywood
- 2006: Be the Miracle
- 2007: I Love to Tell the Story
- 2009: Life Gets Loud
- 2011: Unplugged and Unplanned
- 2012: Whatcha Need: Live in Nashville (auch als DVD)
- 2013: Unforgettable Classics
- 2015: How We Love
- 2016: Dogs Go to Heaven
- 2017: What‘s Not to Love?

### Auszeichnungen für Musikverkäufe
| Goldene Schallplatte - Vereinigte Staaten - 1995: für das Videoalbum Mouth in Motion - 1995: für das Videoalbum The Last Word - 1996: für das Videoalbum Remotely Controlled - 2006: für das Videoalbum Best Of Mark Lowry and Bill Gaither, Vol. 1 - 2006: für das Videoalbum Best Of Mark Lowry and Bill Gaither, Vol. 2 - 2006: für das Videoalbum Mark Lowry Goes to Hollywood Platin-Schallplatte - Vereinigte Staaten - 2002: für das Videoalbum Mark Lowry on Broadway |

| Land/RegionAuszeichnungen für Musikverkäufe (Land/Region, Auszeichnungen, Verkäufe, Quellen) | Gold     | Platin  | Verkäufe | Quellen  |
| -------------------------------------------------------------------------------------------- | -------- | ------- | -------- | -------- |
| Vereinigte Staaten (RIAA)                                                                    | 6× Gold6 | Platin1 | 400.000  | riaa.com |
| Insgesamt                                                                                    | 6× Gold6 | Platin1 |          |          |